# 李佩璟
李佩璟（1989年5月22日—）是中国女子射击運動員。

## 簡介
2012年，李佩璟代表中国出戰英國倫敦舉行的奥林匹克运动会射擊比賽女子50米步槍三姿賽事，打出583環，但附加槍僅打出47.8環，最終僅位列預賽第9位，無緣決賽。

## 外部連結
- 李佩璟在国际奥林匹克委员会的资料